# Innventia
Rise Innventia AB (av bolaget skrivet: RISE Innventia AB) var till 1 april 2022 ett helägt dotterbolag till Rise Research Institutes of Sweden och bedriver forskning, utveckling och uppdrag främst inom massa- och pappersindustrin, förpackningsindustrin och bioraffinaderi. Den 1 april 2022 övergick bolaget helt i moderbolaget. Verksamheten sträcker sig från grundläggande forskning till direkta konsult- och utvecklingsuppdrag inom värdekedjor med slutprodukterna biobaserad energi, kemikalier och material samt förpackningar.
I verksamheten ingår ett labb i Kista som sysslar med miljötålighetsprovning, inom området vibrationsprovning och klimatprovning. 
För klimatprovning finns utrustning för temperatur-, fukt och saltprovning. En produkt utsätts för mycket under sin beräknade livscykel. Det kan förekomma temperaturväxlingar fukt och salt. Dessa påfrestningar testas i klimatkammare och saltdimmekammare. Detta för att se att produkten uppfyller ställda krav även under extrema förhållanden.

## Historik
STFI-Packforsk bildades 2003 genom en sammanslagning av det tidigare STFI, grundat 1942, vars namn ursprungligen uttyddes Svenska träforskningsinstitutet och senare Skogsindustrins tekniska forskningsinstitut, Institutet för förpackningsforskning, Packforsk, och institutet Framkom, bildat 2000 med verksamhet inom grafisk teknik och digitala tryckmetoder. Packforsk, som bildades 1970 (under namnet Svenska Förpackningsforskningsinstitutet och låg på Hammarby Fabriksväg 29-31 i Johanneshov de första åren. Dess vd och senare professor hette Yngve Dagel. Företaget bytte senare namn till Packforsk). STFI-Packforsk AB bytte i april 2009 namn till Innventia AB i avsikt att markera sin önskade roll som innovationspartner till andra företag och organisationer inom sitt verksamhetsområde. 
2016 övergick Innventia i statlig ägo som dotterbolag till Rise Research Institutes of Sweden och bolagsnamnet ändrades till Rise Innventia AB. 
2022 övergick Rise Innventia AB i moderbolaget tillsammans med ytterligare sex bolag i Rise-koncernen: Energy Technology Center AB, KIMAB AB, IVF AB, Sicomp AB, SWECAST AB och Swerea AB. 